# Periodo del commercio Nanban
Il periodo del commercio Nanban (南蛮貿易?, nanban-bōeki, "commercio con i barbari meridionali") è nella storia giapponese un periodo che si estende dall'arrivo dei primi europei in Giappone nel 1543, fino alla loro totale esclusione dall'arcipelago nel 1641, a seguito della promulgazione del "Sakoku".

## Scambi commerciali

### Tratta degli schiavi
Tra le altre attività, i portoghesi avviarono una tratta di schiavi giapponesi acquistati nel Sol Levante e commerciati in tutti i porti del loro impero coloniale. Le testimonianze documentali relative agli scambi di "carne umana" ed alle proteste dagli stessi suscitate sono numerosi.
Già nel 1555 la Chiesa si pronunciò contro il diffondersi in Portogallo di schiave-concubine provenienti dal Giappone. Re Sebastiano proibì la tratta nel 1571, conscio che l'usanza andava a ledere gli interessi dei missionari cattolici in Estremo Oriente, ma l'editto, esteso a tutti gli schiavi di provenienza orientale (giapponesi, cinesi e coreani), dovette essere ribadito nel 1595 da Re Filippo (durante la sua visita a Lisbona nel 1578, il mercante fiorentino Filippo Sassetti aveva infatti notato che nella massa di schiavi di origine africana spiccavano ancora schiavi provenienti dalla Cina o dal Giappone). I portoghesi dell'epoca ritenevano che gli schiavi dell'Estremo Oriente fossero più abili ed intelligenti degli africani.
Nelle colonie portoghesi, il commercio di schiavi (soprattutto schiave) giapponesi fu molto più intenso. Nel 1598, il gesuita Luis Cerqueira aveva osservato che era costume per i marinai africani imbarcati sulle navi lusitane possedere una concubina giapponese. Nel mercato degli schiavi di Macao non era poi insolito osservare uno schiavo africano comprare per sé degli schiavi giapponesi.
Lo shogun Toyotomi Hideyoshi, indignato dalla tratta dei suoi connazionali nel Kyushu, scrisse, il 24 luglio 1587, una lettera al padre vice-provinciale dei Gesuiti, Gaspar Coelho, chiedendo la fine della tratta ed il rimpatrio degli schiavi venduti. Come risultato di queste tensioni, Toyotomi finì con il bandire la diffusione del cristianesimo nelle sue terre.

Interessante però ricordare che, pochi anni dopo, lo shogun sarebbe stato uno degli attori primari nell'enorme tratta di prigionieri di guerra coreani, frutto delle Invasioni giapponesi della Corea (1592-1598), venduti come schiavi in Giappone ed ai portoghesi stessi.

## Scambio tecnologico-culturale

### Armi da fuoco
Tanegashima-teppō (種子島?), anche Hinawajū (火縄銃?), è la variante giapponese dell'archibugio, sviluppata dagli armaioli nipponici del clan Tanegashima a partire dal 1543 su modelli introdotti nel paese dai mercanti portoghesi. I grandi feudatari (daimyō) armarono con la nuova arma sia i loro samurai, la casta guerriera per eccellenza, sia la nuova milizia appositamente creata per lo scopo: gli ashigaru.
La diffusione dell'archibugio nel Sol Levante fu rapidissima. Nel solo primo decennio, vennero prodotti 300.000 esemplari di Tanegashima-teppō.

### Navi
Le Navi shuinsen (giapponese 朱印船) erano navi mercantili a vela giapponesi armate e destinate ai porti del sudest asiatico, con un permesso distribuito dallo Shogunato Tokugawa nella prima metà del XVII secolo. Tale permesso consisteva in un sigillo rosso, chiamato per l'appunto shuinsen ("sigillo vermiglio").
Tra il 1600 e il 1635, più di 350 navi giapponesi si recarono oltremare con questo sistema di permessi. I loro equipaggi erano internazionali, perché molti piloti ed interpreti cinesi, portoghesi e olandesi si univano agli equipaggi. I maggiori porti del sudest asiatico tra la spagnola Manila, la vietnamita Hội An, la siamese Ayutthaya, Pattani in Malaysia, davano il benvenuto alle pacifiche navi mercantili giapponesi e molti giapponesi si stabilirono in questi porti, formando piccole enclave giapponesi. Un avventuriero giapponese, Yamada Nagamasa, divenne molto influente nel regno del Siam (Thailandia) in quel periodo.

### Cristianesimo
L'evangelizzazione del Giappone ha inizio il 15 agosto 1549, quando lo spagnolo Francesco Saverio ("Francisco Javier"), cofondatore insieme a Ignazio di Loyola dell'Ordine dei gesuiti, sbarcò nell'arcipelago provenendo dalla penisola di Malacca. La prima comunità cristiana venne fondata nell'isola di Kyūshū, la più meridionale tra le quattro grandi isole che formano l'arcipelago. Ai gesuiti seguirono i frati francescani. Nel corso del XVI secolo la comunità cattolica crebbe fino a superare le 300.000 unità. La città costiera di Nagasaki ne era il centro principale. I missionari italiani, nella loro opera di evangelizzazione, seguivano le norme redatte dal gesuita Alessandro Valignano (1539-1606), autore del fondamentale Cerimoniale per i missionari in Giappone.

### Altro
- Nanbandō (南蛮胴), corazza di tipo occidentale integrata nell'armatura giapponese "classica".
- Nanbanbijutsu (南蛮美術), manufatti d'arte giapponese influenzati dai soggetti/temi occidentali.

## Etimologia

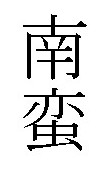
Gli ideogrammi della parola "Nanban".

Nanban (南蛮), lett. "Barbaro meridionale", è una parola sino-giapponese che designava in origine i popoli dell'Asia Meridionale. Segue l'uso cinese secondo il quale il Celeste Impero è circondato unicamente da popoli "barbari" dei quali i meridionali sono definiti Nanban. In Giappone, la parola prese nuovo significato designando gli europei (prima i portoghesi, poi gli spagnoli, infine gli olandesi - i Kōmō, 紅毛, "rossi di capelli", e gli inglesi) che giunsero nel 1543 passando per l'India. La parola Nanban dovette essere particolarmente appropriata per i giapponesi: i nuovi visitatori giungevano dal sud, e le loro usanze erano alquanto poco "sofisticate" per i giapponesi.

## Cronologia
- 1543 - Marinai portoghesi (tra i quali, probabilmente, Fernão Mendes Pinto) arrivano a Tanegashima e diffondono l'uso dell'archibugio.
- 1549 - San Francesco Saverio arriva a Kagoshima.
- 1557 - I portoghesi si stabiliscono a Macao - vengono organizzate spedizioni navali annuali verso il Giappone.
- 1570 - Pirati giapponesi occupano parte di Taiwan e se ne servono come base per razziare le coste cinesi.
- 1571 - Daimyō Ōmura Sumitada assiste i portoghesi nel loro stanziamento nel porto di Nagasaki.
- 1575 - Battaglia di Nagashino - primo massiccio utilizzo delle armi da fuoco nel teatro bellico nipponico.
- 1577 - Primo viaggio di una nave giapponese fino a Cochinchina, nel Sud del Vietnam.
- 1579 - Il gesuita Alessandro Valignano arriva in Giappone.